# ينغجة (سراب)
ينغجة هي قرية في مقاطعة سراب، إيران. يقدر عدد سكانها بـ 568 نسمة بحسب إحصاء 2016.